# Ивановка (Исилькульский район)
Ива́новка — деревня в Исилькульском районе Омской области, расположенная 120 километров западней города Омска, в двух километрах от станции Кухарево.

## История
Деревня Ивановка была основана немецкими переселенцами в 1907 году, два километра южнее Транссибирской, железнодорожной магистрали, на земельном участке, купленном у Казакского офицера Иванова, оттуда и происхождение названия деревни, «Ивановка». Первоначально этот населённый пункт назывался Эпп-хутор, это название произошло от фамилии переселенца Эпп, который и был основателем деревни.
В деревне Ивановка многократно проводились большие христианские праздники, в которых принимали участие и зарубежные гости.
До начала массовой эмиграции немцев в Германию в 1990 годах, основное население в деревне состояло из российских немцев Разговорным языком которых являлся немецкий язык.

## Промышленность
Сельское хозяйство: Земледелие, выращивание зерновых, кукурузы и овощных продуктов. Также до конца шестидесятых годов животноводство, в деревне находились две действующие животноводческие фермы крупнорогатого скота и конюшня. Несколько раньше в деревне была остановлена работа кузницы, мельницы, также был убран небольшой зерновой склад. До 1977 года на краю Ивановского леса была расположена полеводческая бригада, после её перевели в село Маргенау.